# Isocybus mahunkai
Isocybus mahunkai är en stekelart som beskrevs av Szabó 1981. Isocybus mahunkai ingår i släktet Isocybus och familjen gallmyggesteklar. Inga underarter finns listade i Catalogue of Life.